# Gran Premio degli Stati Uniti d'America 1989
Il Gran Premio degli Stati Uniti 1989 fu la quinta gara della stagione 1989, disputata il 4 giugno sul Circuito cittadino di Phoenix. La manifestazione venne vinta dal pilota dalla McLaren Alain Prost, seguito dall'italiano Riccardo Patrese su Williams - Renault e dallo statunitense Eddie Cheever su Arrows - Ford Cosworth.

## Qualifiche
Senna dominò le qualifiche sull'inedito circuito cittadino, staccando il suo compagno di squadra Prost di ben un secondo e mezzo; terzo si classificò Nannini, seguito da Mansell e dai sorprendenti Brundle, Caffi e Modena. Chiudevano la top ten Berger, Alboreto e Warwick. Questa fu la 34ª pole position per Senna, che superò il precedente record di 33 pole appartenente a Jim Clark.

### Prequalifiche
| Pos                        | No | Pilota                | Costruttore     | Tempo    | Distacco |
| -------------------------- | -- | --------------------- | --------------- | -------- | -------- |
| 1                          | 7  | Martin Brundle        | Brabham-Judd    | 1:32.293 | —        |
| 2                          | 21 | Alex Caffi            | Dallara-Ford    | 1:32.992 | +0.699   |
| 3                          | 36 | Stefan Johansson      | Onyx-Ford       | 1:33.768 | +1.475   |
| 4                          | 8  | Stefano Modena        | Brabham-Judd    | 1:33.924 | +1.631   |
| Vetture non prequalificate |    |                       |                 |          |          |
| 5                          | 18 | Piercarlo Ghinzani    | Osella-Ford     | 1:34.281 | +1.988   |
| 6                          | 32 | Pierre-Henri Raphanel | Coloni-Ford     | 1.35.110 | +2.817   |
| 7                          | 33 | Gregor Foitek         | EuroBrun-Judd   | 1:35.805 | +3.512   |
| 8                          | 17 | Nicola Larini         | Osella-Ford     | 1:36.470 | +4.177   |
| 9                          | 41 | Joachim Winkelhock    | AGS-Ford        | 1:36.498 | +4.205   |
| 10                         | 39 | Volker Weidler        | Rial-Ford       | 1:36.583 | +4.290   |
| 11                         | 34 | Bernd Schneider       | Zakspeed-Yamaha | 1:36.610 | +4.317   |
| 12                         | 35 | Aguri Suzuki          | Zakspeed-Yamaha | 1:37.776 | +5.483   |
| 13                         | 37 | Bertrand Gachot       | Onyx-Ford       | 1:45.530 | +13.237  |

### Classifica
| Pos                     | No | Pilota             | Costruttore      | Tempo    | Distacco |
| ----------------------- | -- | ------------------ | ---------------- | -------- | -------- |
| 1                       | 1  | Ayrton Senna       | McLaren-Honda    | 1:30.108 |          |
| 2                       | 2  | Alain Prost        | McLaren-Honda    | 1:31.517 | +1.409   |
| 3                       | 19 | Alessandro Nannini | Benetton-Ford    | 1:31.799 | +1.691   |
| 4                       | 27 | Nigel Mansell      | Ferrari          | 1:31.927 | +1.819   |
| 5                       | 7  | Martin Brundle     | Brabham-Judd     | 1:31.960 | +1.852   |
| 6                       | 21 | Alex Caffi         | Dallara-Ford     | 1:32.160 | +2.052   |
| 7                       | 8  | Stefano Modena     | Brabham-Judd     | 1:32.286 | +2.178   |
| 8                       | 28 | Gerhard Berger     | Ferrari          | 1:32.364 | +2.256   |
| 9                       | 4  | Michele Alboreto   | Tyrrell-Ford     | 1:32.491 | +2.383   |
| 10                      | 9  | Derek Warwick      | Arrows-Ford      | 1:32.492 | +2.384   |
| 11                      | 16 | Ivan Capelli       | March-Judd       | 1:32.493 | +2.385   |
| 12                      | 30 | Philippe Alliot    | Lola-Lamborghini | 1:32.562 | +2.454   |
| 13                      | 22 | Andrea De Cesaris  | Dallara-Ford     | 1:32.649 | +2.541   |
| 14                      | 6  | Riccardo Patrese   | Williams-Renault | 1:32.795 | +2.687   |
| 15                      | 23 | Pierluigi Martini  | Minardi-Ford     | 1:33.031 | +2.923   |
| 16                      | 5  | Thierry Boutsen    | Williams-Renault | 1:33.044 | +2.936   |
| 17                      | 10 | Eddie Cheever      | Arrows-Ford      | 1:33.214 | +3.106   |
| 18                      | 15 | Maurício Gugelmin  | March-Judd       | 1:33.324 | +3.216   |
| 19                      | 36 | Stefan Johansson   | Onyx-Ford        | 1:33.370 | +3.262   |
| 20                      | 24 | Luis Pérez-Sala    | Minardi-Ford     | 1:33.724 | +3.616   |
| 21                      | 3  | Jonathan Palmer    | Tyrrell-Ford     | 1:33.741 | +3.633   |
| 22                      | 11 | Nelson Piquet      | Lotus-Judd       | 1:33.745 | +3.637   |
| 23                      | 12 | Satoru Nakajima    | Lotus-Judd       | 1:33.782 | +3.674   |
| 24                      | 40 | Gabriele Tarquini  | AGS-Ford         | 1:33.790 | +3.682   |
| 25                      | 20 | Johnny Herbert     | Benetton-Ford    | 1:33.806 | +3.698   |
| 26                      | 38 | Christian Danner   | Rial-Ford        | 1:33.848 | +3.740   |
| Vetture non qualificate |    |                    |                  |          |          |
| NQ                      | 26 | Olivier Grouillard | Ligier-Ford      | 1:34.153 | +4.045   |
| NQ                      | 31 | Roberto Moreno     | Coloni-Ford      | 1:34.352 | +4.244   |
| NQ                      | 25 | René Arnoux        | Ligier-Ford      | 1:34.798 | +4.690   |
| NQ                      | 29 | Yannick Dalmas     | Lola-Lamborghini | 1:35.496 | +5.388   |

## Gara
Al via Senna mantenne il comando, concludendo il primo giro davanti a Prost, Nannini, Mansell, Caffi e Modena; dopo tre tornate il pilota della Benetton uscì di pista, perdendo diverse posizioni e ritirandosi poco dopo. Senna guadagnò un piccolo margine sul compagno di squadra, ma poi cominciò ad essere rallentato da problemi tecnici e al 34º passaggio gli diede strada, rientrando ai box; il brasiliano si ritirò definitivamente dieci passaggi più tardi.
Prost guadagnò così la testa della corsa davanti a Caffi, che aveva approfittato anche del ritiro di Mansell; al 40º giro il pilota italiano fu sopravanzato da Berger, rientrando poi ai box per il cambio gomme e scivolando in quinta posizione: si ritirò al 53º giro, dopo essere venuto a contatto con il compagno di squadra nel tentativo di doppiarlo. Nel frattempo era uscito di scena anche Berger e il secondo posto era passato a Patrese.
Prost condusse fino al termine, tagliando il traguardo in prima posizione davanti a Patrese, Cheever (all'ultimo podio in carriera), Danner, Herbert e Boutsen. 

### Classifica
| Pos. | N° | Pilota                | Costruttore      | Giri | Tempo/Causa ritiro           | Pos. Partenza | Punti |
| ---- | -- | --------------------- | ---------------- | ---- | ---------------------------- | ------------- | ----- |
| 1    | 2  | Alain Prost           | McLaren-Honda    | 75   | 2:01:33.133                  | 2             | 9     |
| 2    | 6  | Riccardo Patrese      | Williams-Renault | 75   | + 39.696                     | 14            | 6     |
| 3    | 10 | Eddie Cheever         | Arrows-Ford      | 75   | + 43.210                     | 17            | 4     |
| 4    | 38 | Christian Danner      | Rial-Ford        | 74   | + 1 Giro                     | 26            | 3     |
| 5    | 20 | Johnny Herbert        | Benetton-Ford    | 74   | + 1 Giro                     | 25            | 2     |
| 6    | 5  | Thierry Boutsen       | Williams-Renault | 74   | + 1 Giro                     | 16            | 1     |
| 7    | 40 | Gabriele Tarquini     | AGS-Ford         | 73   | Motore                       | 24            |       |
| 8    | 22 | Andrea De Cesaris     | Dallara-Ford     | 70   | Pompa della benzina          | 16            |       |
| 9    | 3  | Jonathan Palmer       | Tyrrell-Ford     | 69   | Alimentazione del carburante | 21            |       |
| Rit  | 28 | Gerhard Berger        | Ferrari          | 61   | Alternatore                  | 8             |       |
| Rit  | 21 | Alex Caffi            | Dallara-Ford     | 52   | Collisione con A.De Cesaris  | 6             |       |
| Rit  | 11 | Nelson Piquet         | Lotus-Judd       | 52   | Testacoda                    | 22            |       |
| Rit  | 36 | Stefan Johansson      | Onyx-Ford        | 50   | Sospensione anteriore        | 19            |       |
| Rit  | 24 | Luis Pérez-Sala       | Minardi-Ford     | 46   | Motore                       | 20            |       |
| Rit  | 1  | Ayrton Senna          | McLaren - Honda  | 44   | Impianto elettrico           | 1             |       |
| Rit  | 7  | Martin Brundle        | Brabham - Judd   | 43   | Freni                        | 5             |       |
| Rit  | 8  | Stefano Modena        | Brabham - Judd   | 37   | Freni                        | 7             |       |
| Rit  | 27 | Nigel Mansell         | Ferrari          | 31   | Alternatore                  | 4             |       |
| Rit  | 23 | Pierluigi Martini     | Minardi-Ford     | 26   | Motore                       | 15            |       |
| Rit  | 12 | Satoru Nakajima       | Lotus-Judd       | 24   | Acceleratore                 | 23            |       |
| Rit  | 16 | Ivan Capelli          | March-Judd       | 22   | Trasmissione                 | 11            |       |
| Rit  | 15 | Maurício Gugelmin     | March-Judd       | 20   | Freni                        | 18            |       |
| Rit  | 4  | Michele Alboreto      | Tyrrell-Ford     | 17   | Cambio                       | 9             |       |
| Rit  | 19 | Alessandro Nannini    | Benetton-Ford    | 10   | Problemi fisici              | 3             |       |
| Rit  | 9  | Derek Warwick         | Arrows-Ford      | 7    | Collisione con A.De Cesaris  | 10            |       |
| Rit  | 30 | Philippe Alliot       | Lola-Lamborghini | 3    | Testacoda                    | 12            |       |
| NQ   | 26 | Olivier Grouillard    | Ligier-Ford      |      |                              |               |       |
| NQ   | 31 | Roberto Moreno        | Coloni-Ford      |      |                              |               |       |
| NQ   | 25 | René Arnoux           | Ligier-Ford      |      |                              |               |       |
| NQ   | 29 | Yannick Dalmas        | Lola-Lamborghini |      |                              |               |       |
| NPQ  | 18 | Piercarlo Ghinzani    | Osella-Ford      |      |                              |               |       |
| NPQ  | 32 | Pierre-Henri Raphanel | Coloni-Ford      |      |                              |               |       |
| NPQ  | 33 | Gregor Foitek         | EuroBrun-Judd    |      |                              |               |       |
| NPQ  | 17 | Nicola Larini         | Osella-Ford      |      |                              |               |       |
| NPQ  | 41 | Joachim Winkelhock    | AGS-Ford         |      |                              |               |       |
| NPQ  | 39 | Volker Weidler        | Rial-Ford        |      |                              |               |       |
| NPQ  | 35 | Aguri Suzuki          | Zakspeed-Yamaha  |      |                              |               |       |
| NPQ  | 34 | Bernd Schneider       | Zakspeed-Yamaha  |      |                              |               |       |
| NPQ  | 37 | Bertrand Gachot       | Onyx-Ford        |      |                              |               |       |

## Classifiche mondiali

### Piloti
| Pos. | Pilota             | Punti |
| ---- | ------------------ | ----- |
| 1    | Alain Prost        | 29    |
| 2    | Ayrton Senna       | 27    |
| 3    | Riccardo Patrese   | 12    |
| 4    | Nigel Mansell      | 9     |
| 5    | Alessandro Nannini | 8     |
| 6    | Michele Alboreto   | 6     |
| 7    | Johnny Herbert     | 5     |
| 8    | Maurício Gugelmin  | 4     |
| 9    | Stefano Modena     | 4     |
| 10   | Eddie Cheever      | 4     |
| 11   | Thierry Boutsen    | 4     |
| 12   | Derek Warwick      | 4     |
| 13   | Christian Danner   | 3     |
| 14   | Alex Caffi         | 3     |
| 15   | Jonathan Palmer    | 1     |
| 16   | Gabriele Tarquini  | 1     |
| 17   | Martin Brundle     | 1     |

### Costruttori
| Pos. | Team               | Punti |
| ---- | ------------------ | ----- |
| 1    | McLaren-Honda      | 56    |
| 2    | Williams - Renault | 16    |
| 3    | Benetton-Ford      | 13    |
| 4    | Ferrari            | 9     |
| 5    | Arrows-Ford        | 8     |
| 6    | Tyrrell-Ford       | 7     |
| 7    | Brabham-Judd       | 5     |
| 8    | March-Judd         | 4     |
| 9    | Rial-Ford          | 3     |
| 10   | Dallara-Ford       | 3     |
| 11   | AGS-Ford           | 1     |